# Štulac (gmina Lebane)
Štulac (cyr. Штулац) – wieś w Serbii, w okręgu jablanickim, w gminie Lebane. W 2011 roku liczyła 279 mieszkańców.